# فيلي راسيل
فيلي راسيل (بالإنجليزية: Willie Russell)‏ (6 ديسمبر 1901 في المملكة المتحدة - ) هو مدرب كرة قدم ولاعب كرة قدم بريطاني في مركز الهجوم.

## وصلات خارجية
- فيلي راسيل على موقع قاعدة بيانات كرة القدم.إي يو (الإنجليزية)